# Villestofte
Villestofte er en bydel i Odense, beliggende 7 km nordvest for centrum. Den hører til Paarup Sogn. Paarup Kirke ligger 1½ km sydøst for Villestofte i Paarup, som Villestofte er vokset sammen med. Rydså afgrænser bydelen fra Paarup og Snestrup. Mod vest er Villestofte vokset sammen med Korup via bebyggelsen langs Rugårdsvej.

## Faciliteter
Villestofte Plejecenter fra 1974 er delt op i 8 huse med 9-10 2-rumslejligheder i hvert.

## Historie
Den gamle landsby Villestofte, som havde to møller, lå omkring den østligste del af Tyrsbjergvej og dens udmunding i Rugårdsvej. Herfra har bydelen bredt sig mod syd, hvor der er bygget parcelhuse i de tidligere æbleplantager. Mod nordøst ligger et lidt afsondret kvarter med andelsboligforeningen Villestoftehaven, boligforeningsafdelingen Villestoftehegnet og ejerboligerne i Villestoftemarken og Villestoftedalen.

### Jernbanen
Villestofte havde station på Nordvestfyenske Jernbane (1911-66). I 1937 blev stationen nedrykket til trinbræt. Stationsbygningen er bevaret på Vesterløkken 29. Banetracéet er bebygget gennem Villestofte, men bevaret uden for bebyggelsen som den asfalterede cykel- og gangsti Langesøstien fra Tyrsbjergvej mod sydøst til Odense og fra Vesterløkken mod nordvest til Korup.